# Sportivnaja (metrostation Sint-Petersburg)
Sportivnaja (Russisch: Спортивная) is een station van de metro van Sint-Petersburg. Het station maakt deel uit van de Froenzensko-Primorskaja-lijn en werd geopend op 15 september 1997. Het metrostation bevindt zich in de delta van de Neva, tussen het Vasilevski-eiland en de Petrogradzijde. Het dankt zijn naam ("Sport") aan de nabijheid van het Petrovski-stadion (thuisbasis van voetbalclub FK Zenit) en het Jubileumsportpaleis. In de planningsfase werd het station Toetsjkov most genoemd, naar een brug over de Kleine Neva.
Station Sportivnaja bestaat als enige in Sint-Petersburg uit twee etages met elk twee sporen. Op elk van beide verdiepingen is evenwel slechts één spoor in gebruik; de twee ongebruikte sporen zijn bedoeld voor de toekomstige ringlijn, waarop door de structuur van het station gemakkelijk overgestapt zal kunnen worden. De bovenste perronhal is gewelfd, het onderste perron is met zuilen uitgerust. Een andere bijzonderheid van station Sportivnaja is het feit dat het zich deels onder de rivier bevindt. De maximale diepte van station Sportivnaja is 64 meter. Het station heeft geen toegangsgebouw, maar een ondergrondse stationshal, die op de noordelijke oever ligt, op de hoek van de Bolsjoj prospekt Petrogradskoj Storony (Grote Laan van de Petrogradzijde) en de Prospekt Dobroljoebova; een uitgang aan de overzijde van de rivier is gepland. Tijdens en na wedstrijden in het nabije Petrovski-stadion is het station gesloten.
De zalen van het station zijn versierd met mozaïeken in Oud-Griekse stijl, die Olympische thema's uitbeelden. Aan het einde van de bovenste perronhal is Pierre de Coubertins "Ode aan de sport" te lezen.

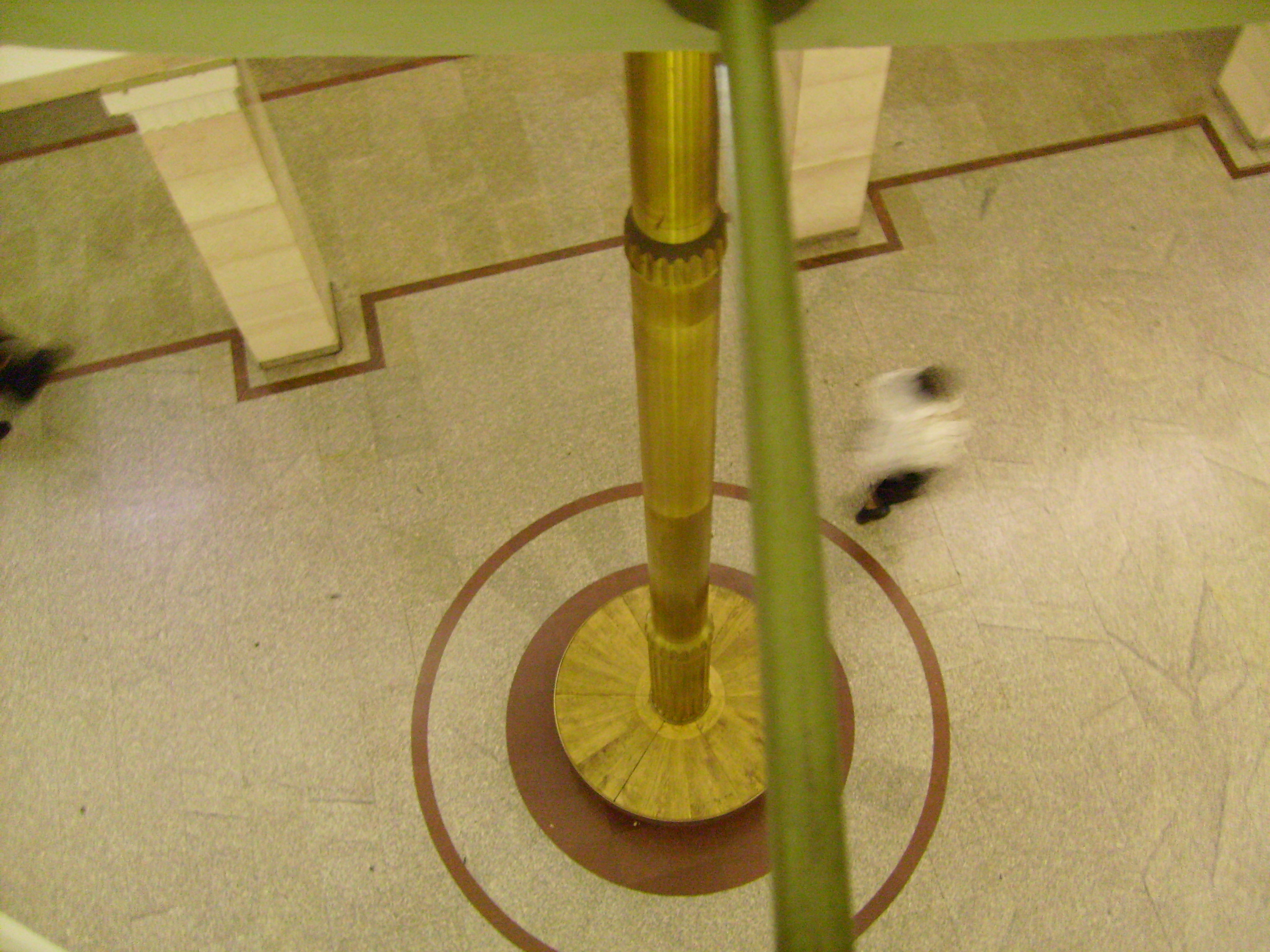
Blik op het onderste perron door een van de openingen
Dwarsdoorsnede van sportivnaja
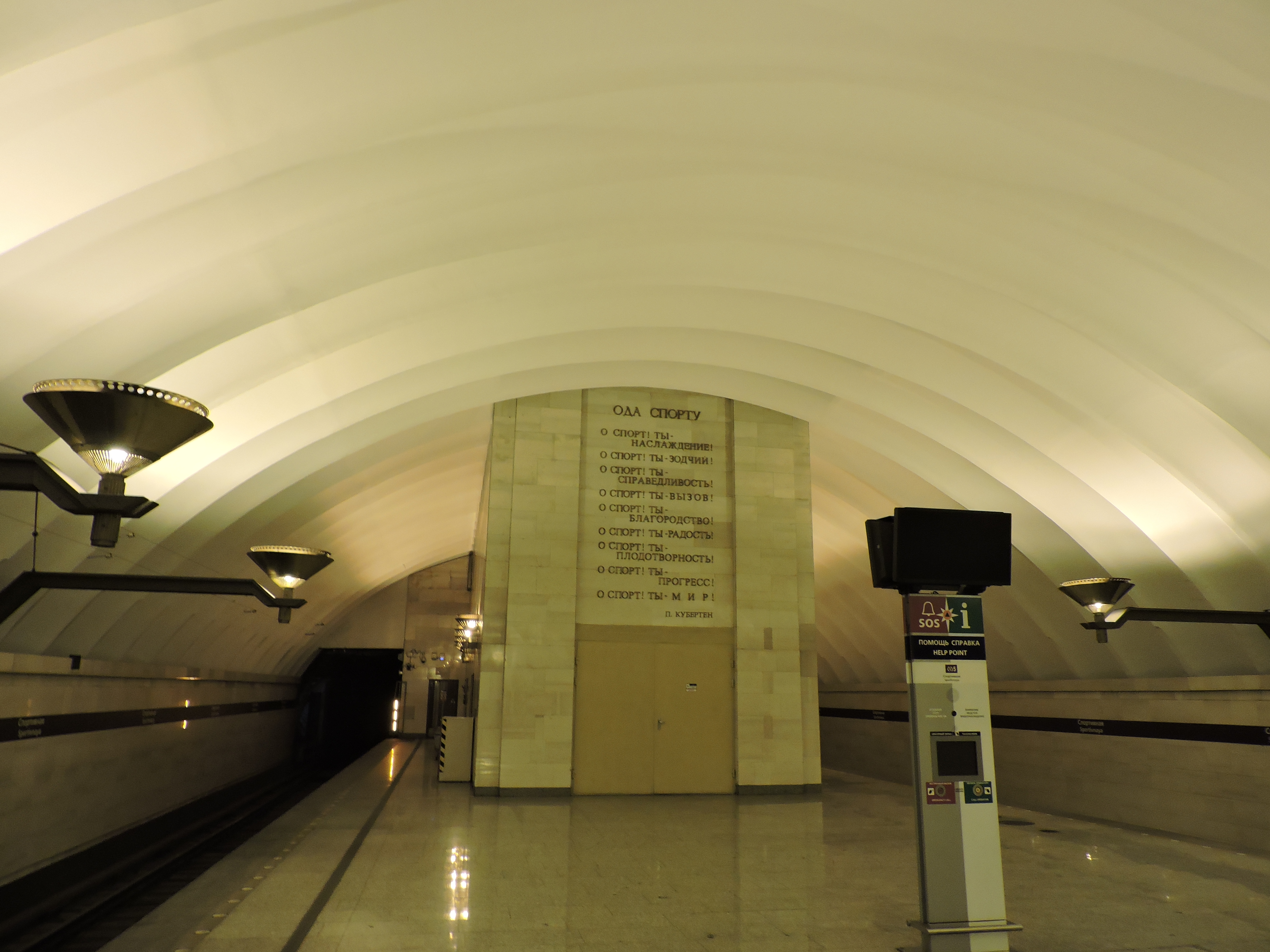
De ode aan de sport bij het bovenste perron
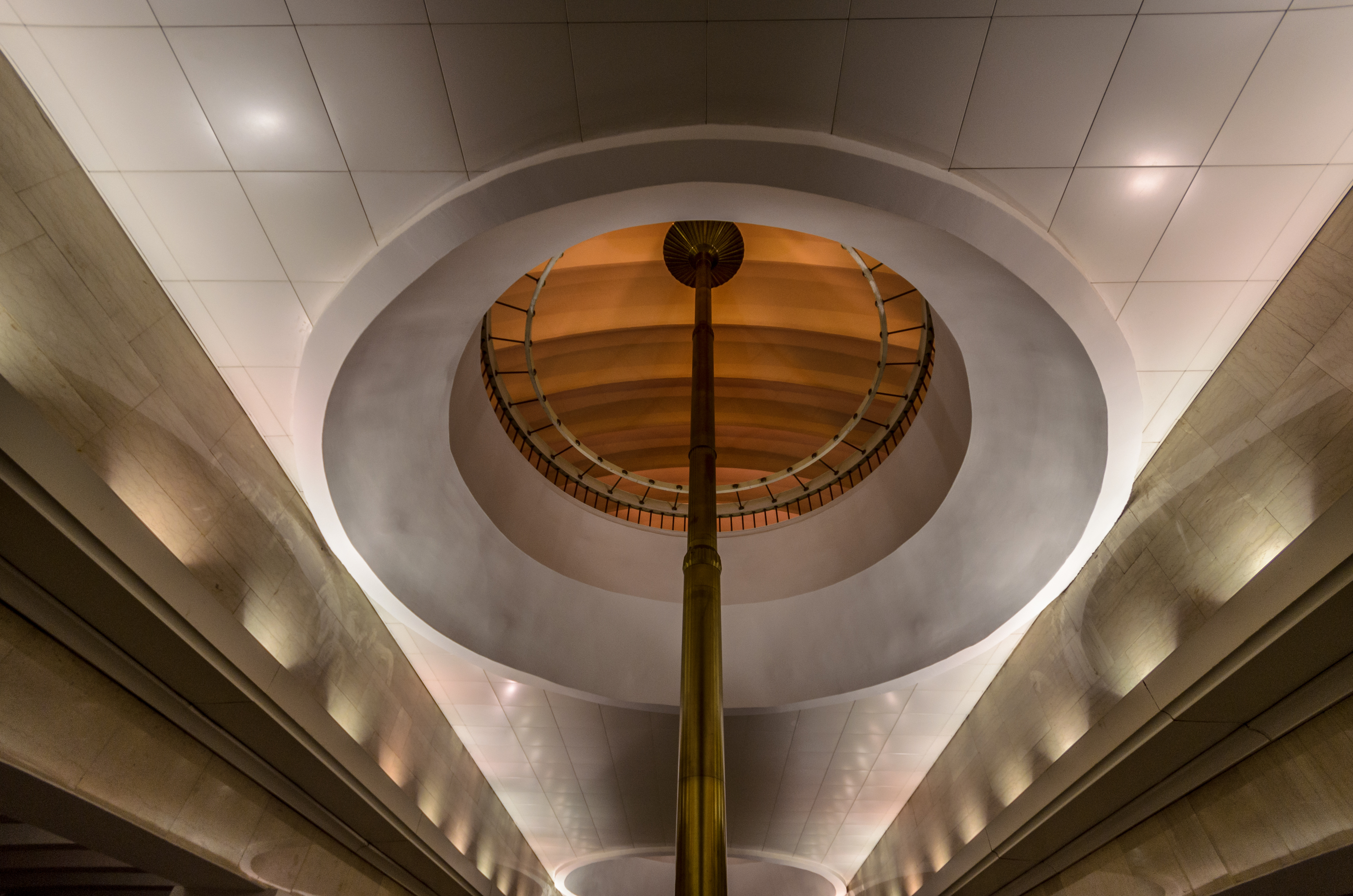
Blik naar boven vanaf het onderste perron
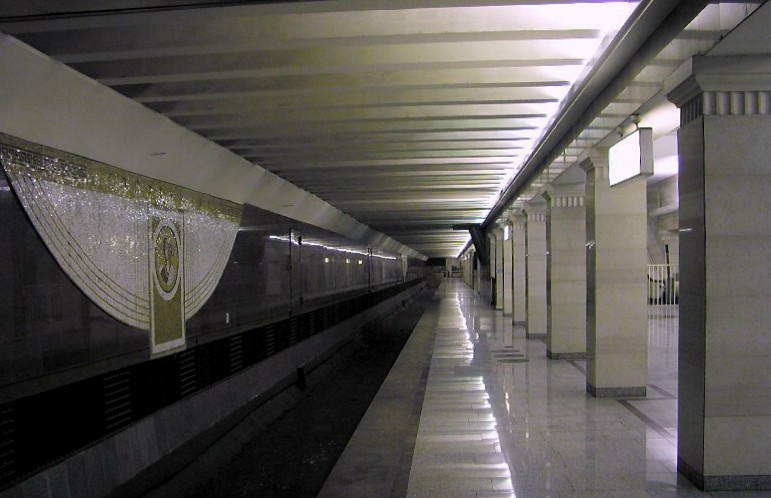
De spoorbak voor de ringlijn langs het onderste perron
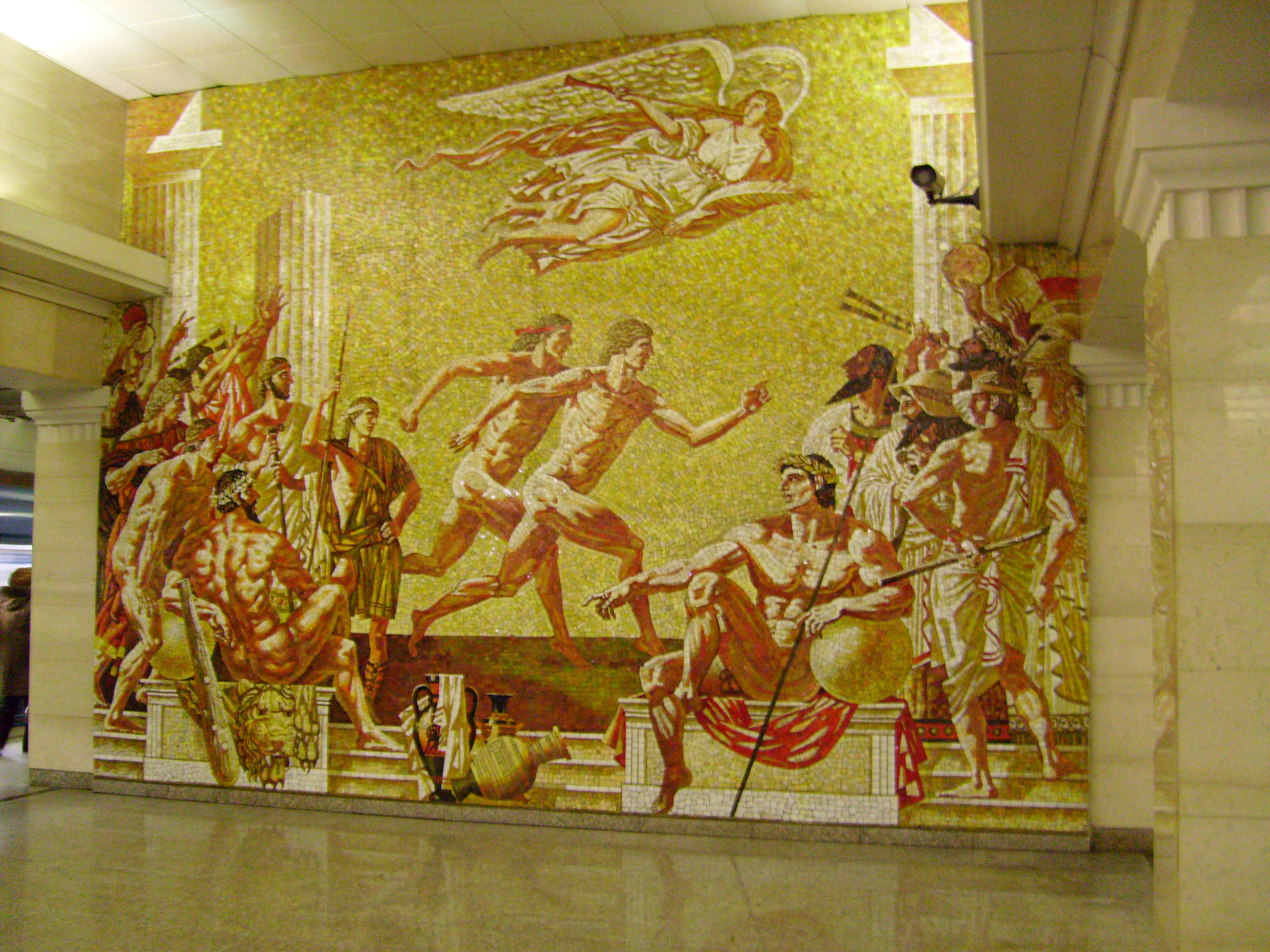
Het mozaïek sporters in Olympia bij het onderste perron